# Ken Swift
Ken Swift, pseudonimo di Kenneth Gabbert, alias Prince Ken Swift o Kenny (New York, 13 agosto 1966), è un danzatore statunitense.
È uno dei più importanti ballerini di break dance. Americano di origine portoricana è stato un membro fondamentale per la scena degli anni ottanta. Kenny è stato presente in pellicole come Flashdance, Wild Style (film) e Beat Street che assieme alla sua crew (Rock Steady Crew) hanno contribuito a diffondere la breakdance in tutto il mondo.
Con il suo stile altamente personalizzato, è l'inventore di numerose mosse di breakdance della cosiddetta foundation era (1975-1979) come l'air baby.
Uno dei b-boy più rispettati e conosciuti dalla comunità hip hop, giudice e insegnante di fama mondiale, Ken Swift è stato l'autore del primo musical di genere hip hop: Jam on the groove(1996).

## Biografia
Originario dell upper west side di Manhattan, Ken Swift inizia a ballare breaking all'età di 12 anni e dopo una sfida con Crazy Legs entra a pieno titolo nei Rock Steady Crew che si stavano espandendo al di fuori del Bronx. Nel 1981 Ken e la sua crew si esibiscono al Graffiti Rock, il primo show hip hop organizzato da Henry Chalfaunt e successivamente nel circuito dei club di NYC come il Negril, Danceteria,Roxy, The Kitchen.
Seguono numerose performance all'interno dei più importanti film dedicati al mondo dell'hip hop come: Wild Style, Style Wars, Beat Street e Flashdance. Nel 1984 riceve assieme alla sua crew il gold record per il singolo Hey you, the Rock Steady Crew (Virgin Records/Charisma Records).
Negli anni novanta fonda il Ghettoriginal Production Dance Company esibendosi in teatri illustri come il Lincoln Center (Serious Fun), il Boston's Ballet (From The Street To The Stage), l'Apollo Tehatre (Capoeira Angola) e vincendo il Bossie Award per la coreografia.
Il 1996 è l'anno di Jam On The Groove il primo musical di genere hip hop, di cui Ken Swift è coautore e condirettore. Il musical dopo il successo a Broadway parte per un tour mondiale sponsorizzato da Kelvin Clein Jeans e IMG Entertainment.
In questo periodo di successo nei teatri, Kenny reinterpreta il suo stile di ballo, introducendo passi di footwork e freeze fondamentali per la new school del breaking. Sempre nel 1996 è il primo b-boy a cui è dedicata la copertina del magazine Rap Pages riaffermando il suo ruolo fondamentale sia come pioniere che come membro attivo della nuova scuola. È chiamato come giudice in tutto il mondo e come membro dei 1st Platoon ottiene il primo posto al The Korean World Cup a Seul (1999) dove è chiamato nel 2007 come giudice dell'evento mondiale R-16.
A Manhattan svolge regolarmente corsi di breaking a partire dal 2000 quando inaugura il suo primo workshop intitolato The History of Hip-Hop Culture in New York: focusing on dance. La sua scuola e centro di studi sul breaking è Break Life.